# Métropole du Sud-Ouest
La métropole du Sud-Ouest est une des dix anciennes métropoles ou arrondissements métropolitains de l'Église constitutionnelle en France.
Créée par la constitution civile du clergé en 1790, elle comprenait les dix diocèses des départements de la Gironde, de la Vendée, de la Charente-Inférieure, des Landes, de Lot-et-Garonne, de la Dordogne, de la Corrèze, de la Haute-Vienne, de la Charente et des Deux-Sèvres.
Elle fut supprimée à la suite du concordat de 1801.

## Liste des évêques constitutionnels
- Pierre Pacareau, évêque de la Gironde;
- Dominique Lacombe, évêque de la Gironde;
- Pierre-Mathieu Joubert, évêque de la Charente;
- Isaac-Étienne Robinet, évêque de la Charente-Inférieure;
- Jean-Joseph Brival, évêque de la Corrèze;
- Jean-Joseph Mestadier, évêque des Deux-Sèvres;
- Pierre Pontard, évêque de la Dordogne;
- Antoine Bouchier, évêque de la Dordogne;
- Léonard Honoré Gay de Vernon, évêque de la Haute-Vienne;
- Jean-Baptiste Pierre Saurine, évêque des Landes;
- André Constant, évêque du Lot-et-Garonne;
- François-Ambroise Rodrigue, évêque de la Vendée.

## Sources
- Paul Pisani, Répertoire biographique de l'épiscopat constitutionnel (1791-1802), A. Picard & Fils, Paris, 1907, p. 409-449.
- Tableau des évêques constitutionnels de France, de 1791 à 1801, Paris, 1827